# ウラジーミル (ポロツク公)
本頁のウラジーミル（ベラルーシ語: Уладзімір, ロシア語: Владимир, ? - 1216年）は、歴代ポロツク公のうちの一人（在位：1184年? - 1216年）である。ルーシの史料には彼に関する記述はなく、主要な史料は「ラトビアのヘンリー」(en)と呼ばれる人物によって書かれた『リヴォニア年代記』である。ウラジーミルはこの書籍の中で、「ポロツクのウラジーミル（Woldemaro de Ploceke）」や「偉大な王（magnus rex）」と記述されている。

## 経歴
ラトビアのヘンリーの記述より、ウラジーミルは1184年頃にポロツク公になったと推測される。また、L.V.アレクセーフ(ru)は、それはフセスラフ・ヴァシリコヴィチの死後のことであるとみなしている。ウラジーミルの統治に関しては不明な部分が多く、現存する記録は、リヴォニアの支配権をめぐって北方十字軍勢力と争ったことに関する記述が主である。
ウラジーミルの統治の初期には、カトリックの司教マインハルト(en)に対して、ポロツク公国の支配下にあった、西ドヴィナ川下流域のリーヴ人への布教を許可していた。1191年にマインハルトはリヴォニア司教となった。なお1202年にはリヴォニア帯剣騎士団が結成され、司教領のうち三分の一は騎士団に譲られた。
1203年、リヴォニアを自分の管轄下に取り戻そうとしたウラジーミルはリヴォニアに侵攻した。しばらくの間ユクスキュル(en)（現ラトビア中部の町）を封鎖し、リーヴ人への毎年の賦課を再開した。1206年にリガ司教アルベルト(en)はウラジーミルとの講和条約を画策するが不首尾に終わり、ウラジーミルは同年夏に再びリヴォニアへの遠征を行った。しかし、今回は大編成のリヴォニア帯剣騎士団との衝突を免れ得なかった。この遠征ではウラジーミルはリガの包囲に失敗し、ゴリム（現ラトビア中部のSalaspils(en)）でも敗北した。
1208年、ウラジーミルの封臣のヴャチコ(en)は、リヴォニア帯剣騎士団に占領された領土の放棄を強いられ、結果としてウラジーミルの領土は著しく減少した。その後もウラジーミルとリヴォニア帯剣騎士団との間にはたびたび小競り合いが起きたが、講和条約（1210年以降）によって、ウラジーミルはリーヴ人に賦課を掛ける権利を維持した。
おそらく1212年に、リーヴ人への賦課をめぐって、再び紛争が再燃した。今回のJersika(lv)（ラトビア南西部の地名）での講和会議では、リーヴ人への賦課を分割する条約と、リトアニア人に対抗するための、ポロツク公国とリヴォニア帯剣騎士団との同盟が結ばれた。しかしこの講和条約は、結局はウラジーミルがリヴォニアを失い、リヴォニアはリガ司教とリヴォニア帯剣騎士団に移管されることになった。1216年、ウラジーミルはリヴォニアを取り戻すため、新たな戦争の準備に取り掛かった。しかしこの年の復活祭の後すぐに、ウラジーミルはリガへの遠征を目前にして急死した。

## 研究
過去再三にわたって、ポロツク公ウラジーミルの素性を識別する試みがなされている。
V.N.タチーシチェフ(ru)は、著書の『ロシアの歴史』(ru)の中で、『フルシショーフ（フルシチョフ）年代記』の1182年の記述に登場するミンスク公ウラジーミル・ヴォロダリヴィチをポロツク公ウラジーミルと同一人物とみなした。なお、『フルシショーフ年代記』自体は確実に検証されつくした史料ではない。しかし、このタチーシチェフの発表（「タチーシチェフの報告書」と呼ばれている）は、ポロツク公ウラジーミルの素性の解明を目指す多くの研究者が、自説を論じるたたき台にしているという点で評価される。
この「タチーシチェフの報告書」に対して、N.M.カラムジンは、もしヴォロダリ・グレボヴィチにウラジーミルという名の子がいたならば、その人物はまさしくポロツク公ウラジーミルとみなしてよいだろう、と推定した。ただし、カラムジンはこの推定に考察の余地があるとする記述も残している。V.E.ダニレーヴィチもまた、「タチーシチェフの報告書」に疑問を呈した。彼はポロツク公ウラジーミルをフセスラフ・ヴァシリコヴィチの子とみなした。A.M.アンドリヤシェフとM.B.ドフナル=ザポリスキーも、タチーシチェフの説に異を唱えた。彼らはタチーシチェフの報告書の中で、ミンスクとピンスクが混同されているとみなした。その際、アンドリヤシェフは「ウラジーミル・ヴォロダリヴィチ」という人物が存在したことは疑いなく、彼はヴォロダリ・グレボヴィチの子であるとした。
一方、「タチーシチェフの報告書」を是とする論もある。A.V.ナザレンコ(ru)は、12世紀末のデンマーク王の系譜を根拠とした。とりわけ「ソフィヤの兄弟は（中略）王国に政権を所有している」という個所に着目し自説を発表した。A.V.ナザレンコは、まず、ソフィヤはデンマーク王ヴァルデマー1世の妻であり、ヴォロダリ・グレボヴィチの子で、ヴァシリコ・ヴォロダリヴィチの姉妹であると説明した。その上で、系譜の中にはこの兄弟の下に、王国の管理人としてポロツク公ウラジーミルがほのめかされていると推察した。ベラルーシのM.I.エルモロヴィチ(be)は、タチーシチェフは、今は失われた史料を意のままに扱えたのであり、彼の全ての報告書を調べる必要があるとみなした。また、ポロツク公ウラジーミルに関する諸説を精査し、ポロツク公ウラジーミルはミンスク公ウラジーミルと同一人物であるという結論に達している。
ポロツク公ウラジーミルの素性に関しては他の説もあり、ポロツク公ウラジーミルの素性はいまだ解明されていない。なお、ウラジーミル死後のポロツク公を誰が継いだのかも明らかではないが、タチーシチェフの説では、ウラジーミルの兄弟のヴァシリコが継いだという。またV.E.ダニレーヴィチによれば、後を継いだのはドルツク公家（ドルツクは現ベラルーシヴィーツェプスク州内の自治体）のボリス・フセスラヴィチであるとされる。